# Cressida Cowell
Pour les articles homonymes, voir Cowell.
Cressida Cowell est une autrice britannique de livres pour enfants, née le 15 avril 1966 à Londres. Elle est connue pour la série de romans Harold et les Dragons (en), adaptée en film d'animation en 2010 par DreamWorks Animation sous le titre Dragons. Le succès du film donnera lieu à la création d'une franchise.

## Biographie

### Enfance et formation
Cressida Cowell nait à Londres en 1966. Elle est la fille de l'homme politque et militant écologiste Michael Hare (2e vicomte Blakenham). Elle grandit à Londres. Elle fréquente notamment l'école de filles St Paul dans l'ouest de Londres. Elle étudie ensuite au Marlborough College. Puis elle réalise des études d'anglais à l'Université d'Oxford. Elle intègre enfin une école d'art.

### Carrière
Cressida Cowell est surtout connue pour sa série Harold et les dragons, dont le premier tome est publié en 2003. Elle est décrite par les critiques comme étant à la fois un « véritable classique moderne » et « l'une des plus grandes inventions de la littérature jeunesse moderne ». La série, publiée dans plus de 30 langues, comporte 12 livres, déjà vendus en 2015 à plus de sept millions d'exemplaires dans le monde. Elle relate les aventures d'un jeune Viking appelé Hiccup Horrendous Haddock III. L'histoire se déroule sur une île, inspirée de l'enfance de l'autrice qui passait ses vacances sur une île des Hébrides intérieures. La série est adaptée en film en 2010 par DreamWorks Animation. La sortie est un succès (le film est nommé aux Oscars), si bien que deux autres films suivront en 2014 et 2019. Les trois volets ont récolté plus de 1,6 milliard de dollars de recettes au box-office mondial. En 2025, la série revient au cinéma, mais en prises de vues réelles, produites par Universal Pictures. Le film, réalisé et scénarisé par Dean DeBlois, réunit Mason Thames, Gerard Butler, Nico Parker ou encore Nick Frost.
Elle est également l'autrice d'autres séries dont The Wizards of Once. Le personnage principal de cette dernière vit dans une société qui valorise la magie par-dessus tout, mais la sienne est inefficace. Sa vie bascule après une rencontre avec une guerrière qui vit le problème inverse : elle possède des pouvoirs magiques, mais vit parmi des gens qui croient que les sorts et la sorcellerie sont maléfiques.
Elle est lauréate en 2015 du prix Philosophy Now. En 2019, elle remporte le prix Children's Laureate. En 2023, on dénombre plus de 16 millions de livres, traduits en 42 langues, vendus dans le monde depuis le début de sa carrière.
Elle est également ambassadrice du National Literacy Trust, administratrice de la Journée mondiale du livre et marraine fondatrice de la Children's Media Foundation.

### Vie privée
Cressida Cowell est mère de trois enfants et vit à Londres avec son mari,.  Elle écrit et illustre ses livres dans un cabanon au fond de son jardin.

## Œuvres

### SérieHarold et les Dragons
1. Comment dresser votre dragon ?, J'ai lu, 2004 ((en) How To Train Your Dragon, Hodder & Stoughton, 2003), trad. Antoine Pinchot
2. Comment devenir un pirate ?, Casterman, 2005 ((en) How To Be A Pirate, Hodder & Stoughton, 2004), trad. Antoine Pinchot
3. Comment parler le dragonais ?, Casterman, 2005 ((en) How To Speak Dragonese, Hodder & Stoughton, 2005), trad. Antoine Pinchot
4. Comment dompter une brute complètement givrée ?, Casterman, 2007 ((en) How To Cheat A Dragon's Curse, Hodder & Stoughton, 2006), trad. Antoine Pinchot
5. Comment faire bouillir un dragon ?, Casterman, 2008 ((en) How To Twist A Dragon's Tale, Hodder & Stoughton, 2007), trad. Antoine Pinchot
6. Comment lutter contre un dragon cinglé, Casterman, 2010 ((en) How To Ride A Dragon's Storm, Hodder & Stoughton, 2008), trad. Antoine Pinchot
7. Comment briser le cœur d'un dragon ?, Casterman, 2011 ((en) How To Break A Dragon's Heart, Hodder & Stoughton, 2009), trad. Antoine Pinchot
8. Comment dérober l'épée d'un dragon ?, Casterman, 2012 ((en) How To Steal A Dragon's Sword, Hodder & Stoughton, 2011), trad. Antoine Pinchot
9. Comment sauver la vie de son meilleur ami ?, Casterman, 2013 ((en) How To Seize A Dragon's Jewel, Hodder & Stoughton, 2012), trad. Antoine Pinchot
10. (en) How To Betray A Dragon's Hero, 2013
11. (en) How to Fight a Dragon's Fury, 2015

- Guide des dragons tueurs, Casterman, 2009 ((en) A Hero's Guide To Deadly Dragons, Hodder & Stoughton, 2008), trad. Antoine Pinchot
- (en) The Incomplete Book of Dragons, 2014

### SérieEmily Brown
1. Ce lapin appartient à Emily Brown, Casterman, 2007 ((en) That Rabbit Belongs to Emily Brown, Orchard Books (en), 2006), trad. Rémi Stefani
2. Emily Brown et la chose, Casterman, 2008 ((en) Emily Brown and the Thing, 2007), trad. Rémi Stefani
3. Allô allô Emily Brown, Casterman, 2010 ((en) Emily Brown and the Elephant Emergency, 2010), trad. Rémi Stefani
4. (en) Cheer Up Your Teddy Bear, Emily Brown!, 2011
5. (en) Emily Brown and Father Christmas, 2018

### SérieLe Temps des magiciens
1. Le Magicien, la guerrière et la petite cuillère, Hachette Jeunesse, 2017 ((en) The Wizards of Once, 2017)
2. L'Éveil des sorciers, Hachette Jeunesse, 2018 ((en) Twice Magic, 2018)

### Autres livres
- (en) Don’t Do That Kitty Kilroy, 1999
- (en) Hiccup the Seasick Viking, 2001
- Mais qu'allons nous faire de ce terrible bébé ?, Casterman, 2000 ((en) What Shall We Do with the Boo-Hoo Baby, 2001), trad. Héloïse Antoinellustrations de Ingrid Godon
- Super Suzy : à l'intérieur, un diplôme de Super Soi-même t'attend, Kaléidoscope, 2003 ((en) Super Sue, 2003), trad. Élisabeth Duval
- (en) There's No Such Thing as a Ghostie!, 2005
- (en) Daddy on the Moon, 2005
- (en) Little Bo Peep’s Troublesome Sheep, 2009
- Le Chemin pour Ailleurs, Hachette Jeunesse, 2024 ((en) Which Way to Anywhere, 2022), trad. Brigitte Hébert, 464 p.  (ISBN 978-2-01-715535-5)